# Chrysler Concorde
Der Chrysler Concorde ist eine von 1992 bis 2004 angebotene Limousine der oberen Mittelklasse mit Frontantrieb des US-amerikanischen Automobilherstellers Chrysler.

## Concorde (1992–1997)

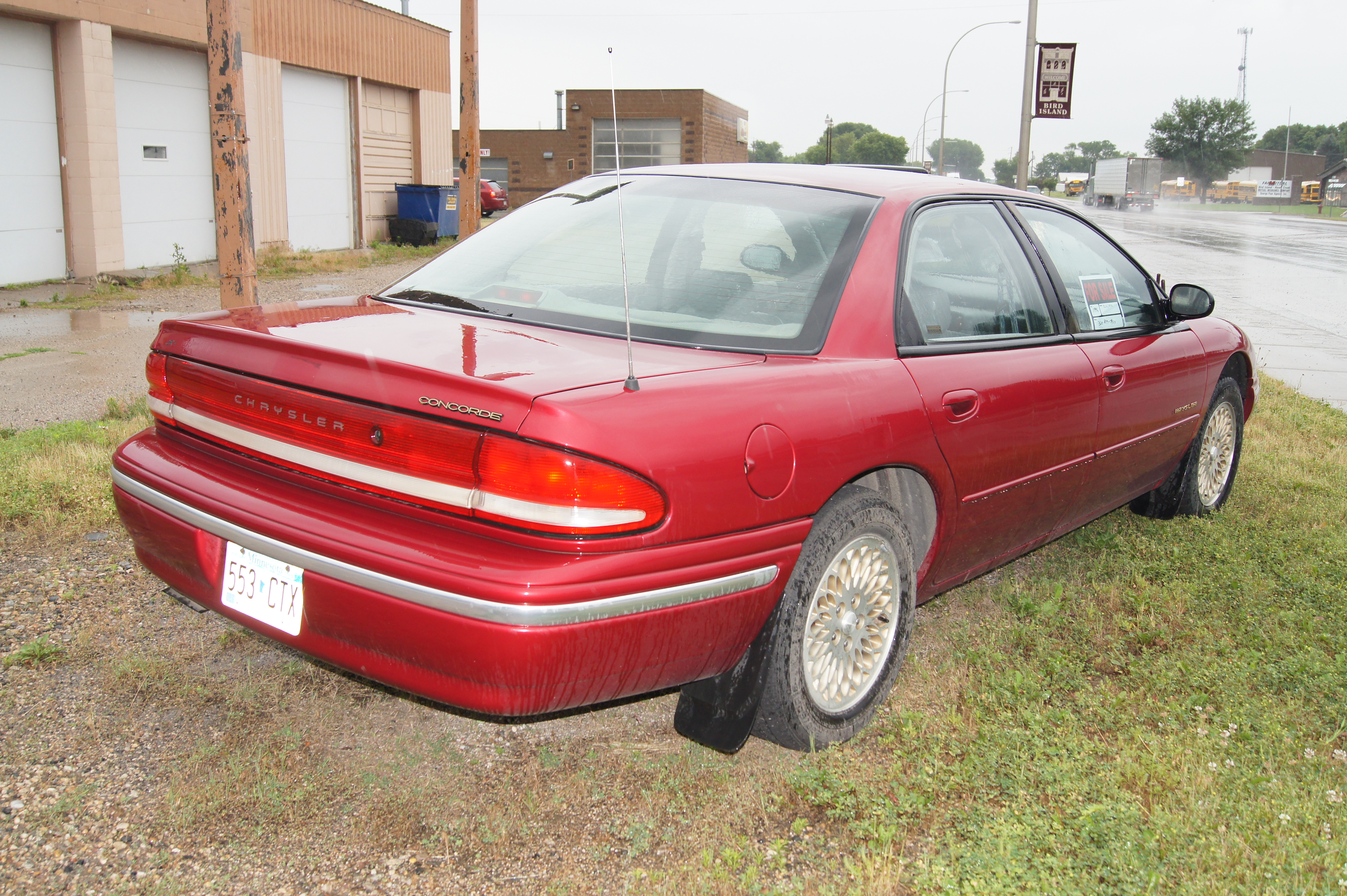
Heckansicht

Vorgestellt wurde der Concorde Anfang 1992 auf dem Automobilsalon in Detroit. Das Design folgte erstmals der von Chrysler propagierten Cab-Forward-Philosophie und wies einen langen Radstand, verhältnismäßig kurze Überhänge und eine weit nach vorne reichende Passagierkabine mit einer entsprechend kurzen Motorhaube auf. In Serie ging der Concorde als Neuvorstellung des Modelljahres 1993, die Produktion erfolgte im Chrysler-Werk Bramalea in Kanada.
Die erste Version des Concorde basierte auf der LH-Plattform des Chrysler-Konzerns und war eng verwandt mit dem Dodge Intrepid und dem Eagle Vision, von denen er sich nur durch Details wie die Frontpartie mit einem klassischen Kühlergrill sowie die Gestaltung des Hecks unterschied. Auch die Modelle Chrysler New Yorker und LHS wurden vom Concorde abgeleitet. Eine Plymouth-Variante dieser Modellreihe gab es nicht.
Angeboten wurde der Concorde ausschließlich mit einem 3,3-Liter-V6-Motor oder gegen Aufpreis mit einem 3,5-Liter-V6-Motor mit 24 Ventilen und einer maximalen Leistung von 160 kW (214 hp), jeweils in Verbindung mit einem Viergang-Automatikgetriebe. Zur Serienausstattung zählten zwei Airbags, Scheibenbremsen rundum sowie eine Klimaanlage.
Für das Modelljahr 1994 wurde die maximale Leistung des 3,3-Liter-Motors von 114 kW (153 hp) auf 120 kW (161 hp) gesteigert, das Automatikgetriebe wurde im Hinblick auf weichere Schaltvorgänge überarbeitet. Ab dem Modelljahr 1996 gab es den Concorde in den Ausstattungsvarianten LX und LXi; bei letzterem zählte der 3,5-Liter-Motor zur Serienausstattung.
Ab dem Modelljahr 1997 wurde der Chrysler Concorde nur noch mit dem stärkeren 3,5-Liter-V6-Motor produziert.
Vom Concorde der ersten Generation fertigte Chrysler insgesamt 270.000 Exemplare.

## Concorde (1997–2004)

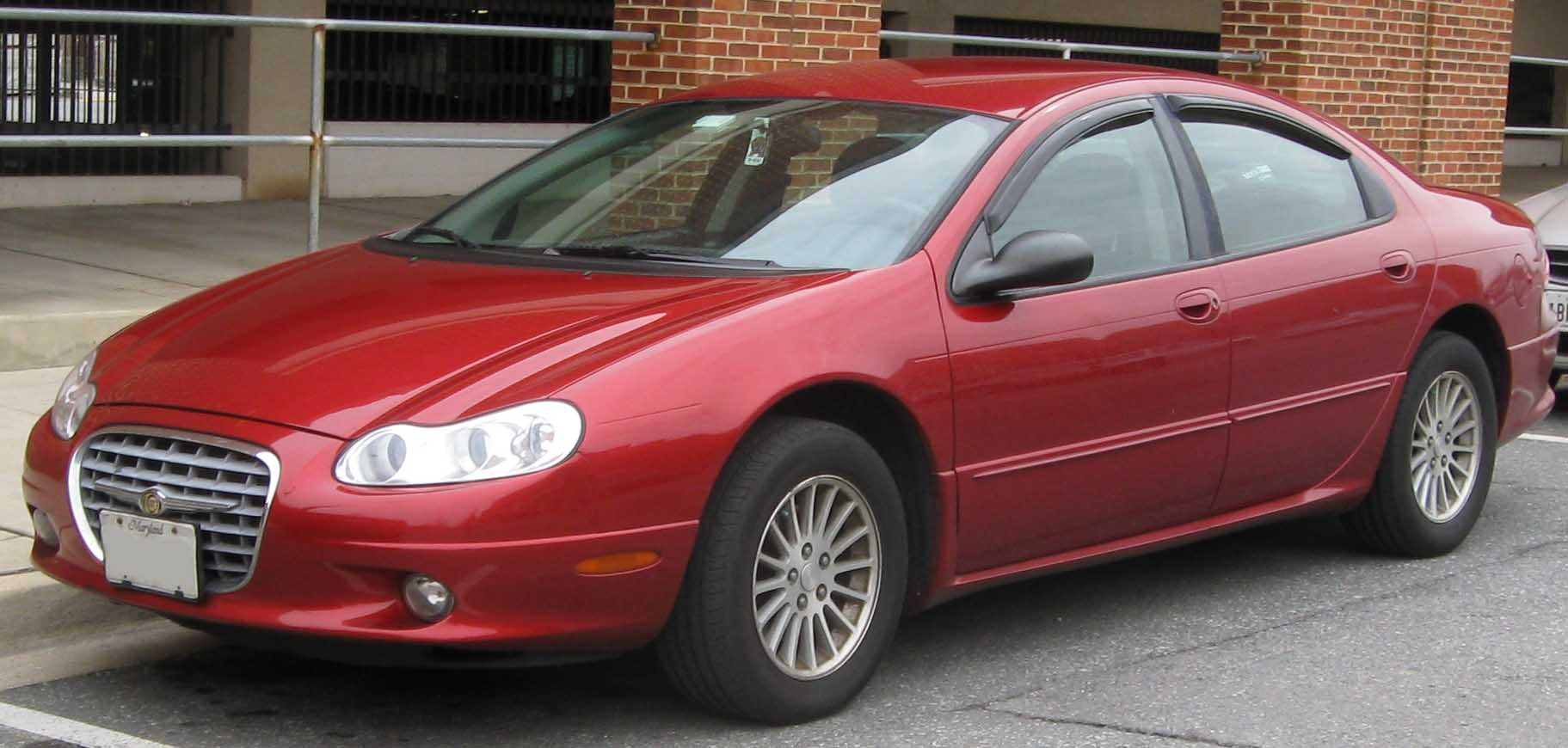
Chrysler Concorde Limited (2001–2004)

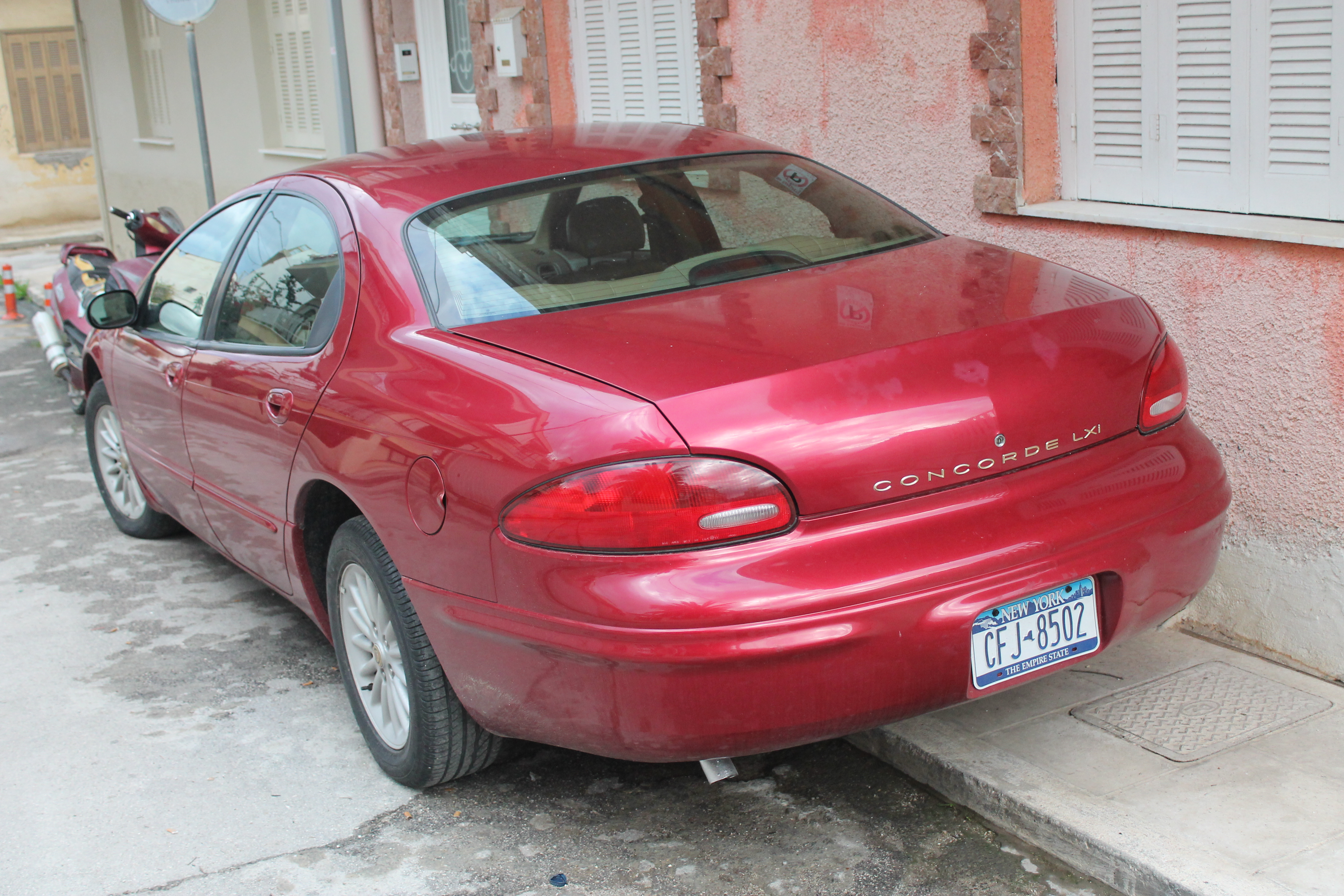
Heckansicht

Der Concorde der zweiten Generation debütierte mit dem Modelljahr 1998 und zeigte sich in einem modernisierten, runderen Cab-Forward-Design mit leicht gewachsenen Abmessungen, einer stark abfallenden Frontpartie mit einem Ferrari-ähnlichen ovalen Kühlergrill sowie einem vergrößerten Platzangebot im Innenraum.
Es kamen neue Leichtmetall-V6-Motoren zum Einsatz, die mehr Leistung boten als die Vorgänger, aber weniger verbrauchten: einer mit 2,7 Liter Hubraum mit einer maximalen Leistung von 149 kW (200 hp) und einer mit 3,2 Liter Hubraum mit einer maximalen Leistung von 168 kW (225 hp). Ersterer kam im Basismodell LX zum Einsatz, der 3,2-Liter-Motor im Concorde LXi. Gekoppelt waren die Motoren jeweils wieder mit einem Viergang-Automatikgetriebe, beim LXi mit einer zusätzlichen Funktion zum manuellen Eingriff in das Schaltprogramm.
Im Modelljahr 1999 gab es Detailänderungen im Innenraum (hinsichtlich der Stoffe, der Bezüge und der Teppiche). Darüber hinaus erhielten alle Modelle verbesserte Querstabilisatoren.
Für das Modelljahr 2000 wurde das Fahrwerk weicher abgestimmt, ein Schiebedach war nun als Sonderausstattung erhältlich. Im LXi wurde eine progressiv wirkende Servolenkung serienmäßig eingebaut. Ab 2001 waren gegen Aufpreis vordere Seitenairbags erhältlich.
Ab dem Modelljahr 2002 ersetzte der Concorde Limited den eingestellten Chrysler LHS. Im LXi sorgte jetzt der 3,5-Liter-V6-Motor mit einer maximalen Leistung von 175 kW (234 hp) für den Antrieb, im Limited eine 186-kW-Version (250 hp) des gleichen Triebwerks.
Im Sommer 2004 wurde die Produktion des Concorde eingestellt. Sein Nachfolger wurde der neue Chrysler 300.